# Chouli, Bidar
Chouli là một làng thuộc tehsil Bidar, huyện Bidar, bang Karnataka, Ấn Độ.